# Red Bay (Stany Zjednoczone)
Red Bay – miasto w Stanach Zjednoczonych, w stanie Alabama, w hrabstwie Franklin. W roku 2023 miasto zamieszkiwały 3184 osoby, a gęstość zaludnienia wynosiła 124,9 osoby/km².